# Nicole Soulis
Nicole Beth Soulis (in greco Νικόλ Σούλης?; Salina, 17 maggio 1985) è un'ex cestista statunitense con cittadinanza greca.

## Carriera
Con la Grecia ha disputato i Campionati mondiali del 2010.